# World Rally 2: Twin Racing
World Rally 2: Twin Racing è un videogioco di guida sviluppato e pubblicato nel 1995 dalla software house spagnola Gaelco.
È il seguito del precedente World Rally: Championship del 1993: la giocabilità è rimasta intatta e il gioco presenta novità prevalentemente dal punto di vista delle opzioni di gioco.

## Sistema di gioco
World Rally 2: Twin Racing riprende la medesima giocabilità del precedente titolo World Rally: Championship riproponendo la visuale isometrica, i quattro campionati divisi in tre tappe ciascuna delle quali da completare entro un minuto, i differenti tipi di suolo e le gare in notturna.
Tra le innovazioni apportate vi è una grafica migliorata con uno scrolling più fluido, un indicatore del ritardo/anticipo del giocatore sul tempo limite, la possibilità di selezionare una fra tre differenti automobili ad inizio gioco, ma soprattutto la possibilità di giocare in due contemporaneamente con l'automobile del giocatore rivale visibile come veicolo fantasma.

### Automobili selezionabili
- Toyota Celica GT-Four ST185 (sponsor principale Castrol)
- Subaru Impreza WRC (sponsor principale State Express 555)
- Ford Escort RS Cosworth (sponsor principale Mobil)

### Campionati selezionabili
- Rally del Portogallo

Difficoltà: Semplice
Tappe: Estoril · Povoa · Viseu
- Safari Rally

Difficoltà: Normale
Tappe: Nairobi · Kisumu · Eldoret
- Tour de Corse

Difficoltà: Difficile
Tappe: Ajaccio · Bastia · Calvi
- RAC Rally

Difficoltà: Esperto
Tappe: Chester · Harrogate · Kirkby

### Piloti rivali
Nelle classifiche dei tempi e dei punteggi ogni pilota ha un nome di sole tre lettere; il giocatore viene identificato come "YOU", mentre i piloti controllati dalla CPU riportano combinazioni di tre lettere che sono chiari riferimenti a piloti di rally realmente esistiti, molti dei quali presero parte al campionato del mondo rally 1994:
- AGH - Andrea Aghini
- AUR - Didier Auriol
- BIA - Miki Biasion
- DEL - François Delecour
- ERI - Kenneth Eriksson
- GRI - Jordi Griñó
- KAN - Juha Kankkunen
- MAK - Tommi Mäkinen
- RAE - Colin McRae
- RAG - Jean Ragnotti
- SAI - Carlos Sainz
- SCH - Armin Schwarz
- THI - Bruno Thiry
- VAT - Ari Vatanen
- WIL - Malcolm Wilson

## Serie
- World Rally: Championship (1993)
- World Rally 2: Twin Racing (1995)